# سیارک ۲۲۶۸
سیارک ۲۲۶۸ (به انگلیسی: 2268 Szmytowna، نامگذاری:1942VW) دو هزار و دویست و شصت و هشتمین سیارک کشف شده‌است که در ۶ نوامبر ۱۹۴۲ کشف شد.
قدر مطلق سیارک برابر ۱۱٫۴۰ است.